# استان فو ین
استان فو ین (به لاتین: Phú Yên Province) یک استان در ویتنام است که در ویتنام واقع شده‌است.

## خصوصیات
استان فو ین ۵٬۰۴۵٫۳ کیلومترمربع مساحت و ۸۶۲٬۰۰۰ نفر جمعیت دارد.